# فايشيشيكا
فايشيشيكا (Vaiśeṣika باللغة السنسكريتية वैशेषिक) هي إحدى مدارس الفلسفة الهندوسية الست، التي توصف بالأصولية (التقليدية، الأستيكا) والتي كانت سائدة في الهند القديمة.
في أولى مراحلها، كانت الفايشيشيكا فلسفة مستقلة بحد ذاتها لها ميتافيزيقيا ونظرية معرفة ومنطق وأخلاقيات. مع مرور الوقت أصبح نظام فايشيشيكا شبيهاً بمدرسة نيايا الهندوسية، ولكن اختلفت عنها في الميتافيزيقيا ونظرية المعرفة.
تشبه نظرية المعرفة في فلسفة فايشيشيكا البوذية في كونها تقبل وسيلتين موثوقتين فقط للوصول للمعرفة وهي الفهم (الإدراك) والاستنباط. تعتبر كل من البوذية وفلسفة فايشيشيكا أن نصوصها المقدسة غير قابلة للنزاع حولها ووسائل مثبتة للوصول إلى المعرفة، ويكمن وجه الاختلاف أن فايشيشيكا تعتقد بنصوص الفيدا على أنها المصدر الموثوق للوصول إلى المعرفة.

## اقرأ أيضاً
- هندوسية
- أستيكا وناستيكا